# Villa La Vigie
Villa La Vigie är en villa som ligger i Roquebrune-Cap-Martin i Frankrike. Den ägs och drivs av det statliga monegaskiska tjänsteföretaget Société des bains de mer de Monaco (SBM) trots att det ligger på franska sidan av gränsen.
Byggnaden uppfördes 1902 och ägdes i början av den brittiske politikern baron William Ingram. I slutet av 1920-talet övertog den monegaskiska staten en bit av fastigheten och uppförde hotellet Monte-Carlo Beach. Under andra världskriget ockuperades den av Nazityskland och användes bland annat som en observationspost. 1952 tog SBM över ägarskapet och genomförde en renovering av den, för att användas av Grimaldi-ätten. Mellan 1986 och 1988 renoverades den igen till en kostnad på 14 miljoner amerikanska dollar som betalades av den tyske modedesignern Karl Lagerfeld, tack för det så lovade den dåvarande regerande fursten Rainier III av Monaco att Lagerfeld fick bo i villan så länge han ville, han vistades där fram till år 2000. Efter att Lagerfeldt flyttade ut, upprättades det ett sorts hotellverksamhet, där den kan hyras ut vecko- eller månadsvis av intresserade parter.